# Кадибона (Савона)
Кадибона је насеље у Италији у округу Савона, региону Лигурија.
Према процени из 2011. у насељу је живело 280 становника. Насеље се налази на надморској висини од 316 м.